# Children of Darkness
Children of Darkness ist ein US-amerikanischer Dokumentarfilm von Ara Chekmayan und Richard Kotuk aus dem Jahr 1983. Der Film behandelt das US-amerikanische Jugendpsychiatrie-System seiner Zeit.

## Handlung
Der Film stellt mehrere psychiatrische Krankenhäuser vor, darunter die Eastern State School in Pennsylvania, die Élan School in Poland, Maine, das Sagamore Children’s Center, eine staatliche Institution in Long Island sowie das South Beach Psychiatric Center in New York.
Für viele Kinder und Jugendliche in diesem Film handelt es sich um eine Einbahnstraße. Die Patienten sind zum Teil autistisch und psychotisch. In vielen Institutionen findet keine Psychotherapie statt, stattdessen werden die Patienten mit Medikamenten ruhig gestellt oder fixiert. In anderen Institutionen werden die Patienten erniedrigt und zum Teil misshandelt. Auch drei Fälle von Fällen, in denen die Patienten starben. Einer durch die Nebenwirkungen der Drogen, die ihm verabreicht wurden, in South Beach werden erläutert. Alle kritischen Fragen werden von den behandelten Ärzten und Pflegern abgewiegelt oder nicht beantwortet. Es gelang den Dokumentarfilmern jedoch einen ehemaligen Pfleger zu interviewen und eine versteckte Kamera einzuschmuggeln.

## Hintergrund
Der Film wurde 1983 über den Fernsehsender PBS ausgestrahlt.
Das Schicksal eines der Patienten, der in der Anfangsszene und einer späteren Schlüsselszene des Films zu sehen war, erregte das Interesse der Öffentlichkeit. Der damals 20-jährige Junge ist Autist und hatte stark selbstverletzende Tendenzen. Er wurde fixiert gehalten. Drei Mal am Tag wurde er, gesichert über einen Football-Helm und mehrere Pfleger, durch die Klinik geführt, damit seine Muskeln nicht verkümmern. 2018 war er zwar nicht von seinen selbstverletzenden Tendenzen geheilt und befindet sich immer noch in psychiatrischen Systemen, doch geht es ihm nach Aussagen seiner Schwester heute besser. Eine im Film noch angekündigte Schocktherapie und Lobotomie blieb ihm erspart. Ein weiterer Patient mit den damals erfolgreichsten Aussichten verstarb 2016 im Alter von 53 Jahren. Sein im Film dargestellter manischer Zustand hatte sich verschlimmert, er konnte jedoch in einer betreuten Gruppe leben, wo es ihm besser ging als in der Einrichtung im Film.

## Rezeption
Tom Shales schrieb in der Washington Post einen Verriss über die Dokumentation und nannte sie ein Beispiel dafür, wie man auf keinen Fall einen Dokumentarfilm drehen sollte. Er störte sich an der voyeuristischen Perspektive auf die Jugendlichen sowie den reißerischen Stil. Auch der Stil erinnerte ihn an den oberflächlich-investigativen Stil von Sendungen wie 60 Minutes.
Der Film wurde bei der Oscarverleihung 1984 als Bester Dokumentarfilm nominiert, verlor aber gegen He Makes Me Feel Like Dancin’.